# Samtgemeinde Lindhorst
Samtgemeinde Lindhorst er en Samtgemeinde med fire kommuner i den nordlige/centrale del af af Landkreis Schaumburg, i den nordlige del af den tyske delstat Niedersachsen. Samtgemeindens administration ligger i byen Lindhorst

## Geografie
Samtgemeinde Lindhorst nordøst for landkreisens administrationsby Stadthagen og vest for Bad Nenndorf, mellem Bückeberg mod syd og Mittellandkanal og byen Sachsenhagen mod nord.
Højeste punkt ligger ved Beckedorf med 150 moh., og det laveste er ved Mittellandkanal med 50 moh.

## Inddeling
Samtgemeinde Lindhorst består af fire kommuner:
- Beckedorf med bebyggelsen Schacht Beckedorf og en del af Eichenbruch
- Heuerßen med landsbyen Kobbensen og en del af Eichenbruch
- Lindhorst med landsbyerne Ottensen og Schöttlingen og en del af Eichenbruch
- Lüdersfeld med landsbyen Vornhagen og bebyggelsen Vornhagen.

## Trafik
Lindhorst har en station på jernbanelinjen Hannover–Minden og har timedrift som en del af S-Bahn Hannover.